# لاري تشيستر
لاري تشيستر (بالإنجليزية: Larry Chester)‏ هو لاعب كرة قدم أمريكية أمريكي، ولد في 17 أكتوبر 1975 في هاموند في الولايات المتحدة.

## وصلات خارجية
- لاري تشيستر على موقع مرجع كرة القدم المحترفة.كوم (الإنجليزية)